# Shabab al-Ordon
Der Shabab al-Ordon Sport Club (arabisch نادي شباب الأردن, DMG Nādī Šabāb al-Urdunn) ist ein jordanischer Sportklub mit Sitz in der Stadt Amman.

## Geschichte
Der Klub wurde erst im Jahr 2002 gegründet, womit er derzeit einer der jüngsten Klubs des Landes ist, seine Wurzeln führen jedoch auf den 25. April 1968 gegründeten al-Qadesiya zurück. Nach der Saison 2003/04 gelang dem Team als Meister der zweitklassigen First Division bereits der Aufstieg in die erste Liga des Landes. Dort gelingt dann auch der Klassenerhalt und in der Spielzeit 2005/06 sogar die Meisterschaft. Ebenfalls gelang es in der Saison auch gleich noch den FA Cup zu gewinnen. Durch diese Erfolge qualifizierte man sich somit auch für den AFC Cup der Ausgabe 2007, wo man in der Gruppenphase mit 13 Punkten über den zweiten Platz eine Runde weiterkam. Im Viertelfinale, kann man sich schließlich nach Hin- und Rückspiel mit 5:3 gegen den Singapore Armed Forces FC durchsetzen, dem ein 1:0-Sieg im Halbfinale über den vorherigen Gruppengegner al-Nejmeh aus dem Libanon folgte. Das Finalspiel gestaltete sich als Jordanien-internes Duell, da es gegen den heimischen Ligakonkurrenten al-Faisaly ging. Nach einem 1:0-Sieg im Hinspiel, reichte dann ein 1:1 im Rückspiel um sich die Krone des Wettbewerbs aufzusetzen und somit auch erstmals einen internationalen Titel zu gewinnen.
In der Saison 2006/07, gelang zwar nicht noch einmal eine Meisterschaft, dafür jedoch der zweite Pokalsieg in Folge. Zum Start der Folgesaison 2007 sammelte man dann auch noch das FA Shield und den Gewinn des Super Cup mit ein. In den nächsten Jahren wurde es dann erst einmal wieder ruhiger um den Klub, die Mannschaft spielte zwar oben mit, es gelang jedoch kein weiterer Titelgewinn. Dies änderte sich dann in der Saison 2012/13 mit der zweiten Meisterschaft der Klubgeschichte. In der Phase vor Beginn der nächsten Saison sammelte man dann auch noch einmal den Super Cup ein, in der Liga verlief diese Spielzeit jedoch weniger gut und mit 26 Punkten rutschte man fast auf einen Abstiegsplatz. Nach dieser kurzen Tiefphase gelang noch einmal der Gewinn des FA Shield 2016.

## Stadion
Seine Heimspiele trägt der Klub im King Abdullah II Stadium aus.

## Erfolge
- Jordan League: 2005/06, 2012/13

- Jordan FA Cup: 2005/06, 2006/07

- Jordan Shield Cup: 2007, 2016

- Jordan Super Cup: 2007, 2013

- AFC Cup: 2007